# Cycle Q

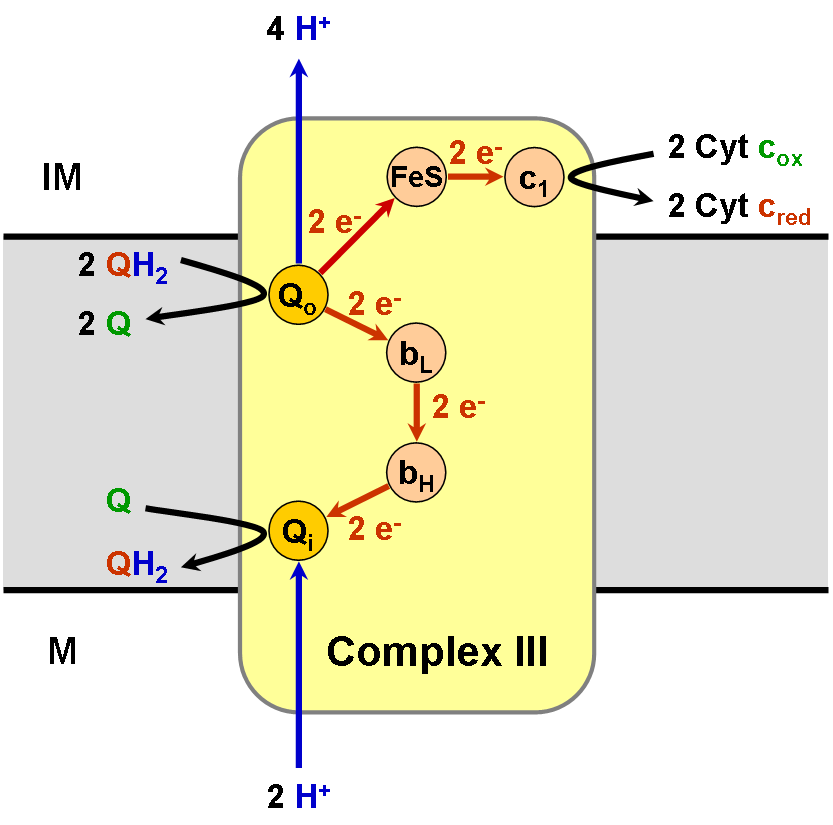
Schéma de fonctionnement de la coenzyme Q-cytochrome c réductase, ou complexe III, représentée en jaune à travers la membrane mitochondriale interne, représentée en gris.
La matrice mitochondriale est en bas, l'espace intermembranaire mitochondrial est en haut.
Q représente la forme ubiquinone de la coenzyme, en représente la forme ubiquinol.

Le cycle Q est un ensemble de réactions qui aboutissent au pompage de protons par la coenzyme Q-cytochrome c réductase, ou complexe III de la chaîne respiratoire, à travers une membrane biologique alors que des électrons traversent cette enzyme de la forme réduite de la coenzyme Q10, l'ubiquinol Q10H2, vers le cytochrome c. Il s'agit de deux réactions successives formant un cycle au cours duquel les deux électrons du Q10H2 sont transférés l'un après l'autre à une molécule de cytochrome c chacun.
La première réaction transfère le premier électron de l'ubiquinol Q10H2 à un ion ferrique Fe3+ du cytochrome c1 du complexe III réduit en ion ferreux Fe2+. Le second électron que Q10H2 est quant à lui transféré à une coenzyme Q10 pour former le radical semiquinone Q10• –. Une coenzyme Q10 est ainsi utilisée comme récepteur intermédiaire d'électron tandis qu'une autre est libérée par l'oxydation de Q10H2, ce qui fait disparaître Q10 des deux termes de l'équation chimique ci-dessous :
Q10H2 + Fe3+ du cytochrome c1 → Q10• – + Fe2+ du cytochrome c1 + 2 H+intermembranaire.
Une seconde molécule de Q10H2 cède un électron à haut potentiel de transfert à un ion ferrique Fe3+ du cytochrome c1 à son tour converti en ion ferreux Fe2+, et cède son second électron à l'intermédiaire réactionnel semiquinone Q10• – issu de la première étape, qui redonne Q10H2 en absorbant deux protons H+ de la matrice mitochondriale.
Q10H2 + Q10• – + 2 H+matriciel + Fe3+ du cytochrome c1 → coenzyme Q10 + Q10H2 + Fe2+ du cytochrome c1 + 2 H+intermembranaire.
Les électrons transmis aux cytochromes c1 sont ensuite cédés chacun à un cytochrome c du côté intermembranaire. Ce mécanisme en deux étapes permet d'injecter quatre protons dans l'espace intermembranaire, au lieu de deux s'il s'était agi d'un mécanisme de transfert direct des deux électrons de Q10H2 chacun à un cytochrome c1.

## Mécanisme
L'ubiquinol Q10H2 se lie au site Qo du complexe III par une liaison hydrogène avec les résidus d'His-182 de la protéine de Rieske et de Glu-272 du cytochrome b. La coenzyme Q10 se lie quant à elle au site Qi du complexe III.
Q10H2 cède un premier électron au cluster fer-soufre de la protéine de Rieske et un second électron à l'hème bL, avec formation d'un intermédiaire réactionnel semiquinone Q10• – :
- La protéine de Rieske réduite migre vers le cytochrome c1, à l'ion ferrique héminique duquel elle cède son électron[2]. Cet électron est ensuite transféré à une molécule de cytochrome c oxydée liée au complexe III, qui est alors réduite et libérée. Ce faisant, la protéine de Rieske libère le proton lié au résidu d'His-181 dans l'espace intermembranaire mitochondrial[3].

- L'hème bL réduit cède, par l'intermédiaire de l'hème bH du cytochrome b, son électron à la coenzyme Q10 liée au site Qi du complexe III. La coenzyme Q10 est alors réduite en semiquinone Q10• –. Le résidu de Glu-272 tourne ensuite de 170°, ce qui lui permet de transférer le proton qu'il a absorbé à une chaîne de molécules d'eau en se liant à cette dernière par une liaison hydrogène ; cette chaîne de molécules d'eau est par ailleurs liée au groupe propanoate de l'hème bL par une autre liaison hydrogène[4].

Une seconde itération permet d'expulser deux autres protons vers l'espace intermembranaire mitochondrial et de clore le cycle en réduisant la semiquinone Q10• – formée à l'étape précédente par un électron issu de l'hème bH en provenance d'une seconde molécule d'ubiquinol Q10H2 liée au site Qo ; il se forme alors une troisième molécule d'ubiquinol Q10H2 liée cette fois au site Qi en absorbant deux protons de la matrice mitochondriale. Le cycle consomme donc deux molécules d'ubiquinol et en forme une troisième, ce qui revient à la conversion nette d'une molécule d'ubiquinol en coenzyme Q10.